# Peter Lancester
Peter Lancester (* 1960) ist ein deutschsprachiger Buchautor. Er schreibt vorwiegend Horror- und Fantasygeschichten mit schwarzhumoriger Komponente.

## Romane
- Das blaue Portal[2]
- Unterm Doppelmond[3]
- Dämonentränen[4]
- Die eiserne Hand[5]

## Kurzgeschichten in Anthologien
- Fleisch … und andere Appetitverderber (drei Kurzgeschichten von Lancester)[6]
- Fleisch 2 (eine Kurzgeschichte)[7]
- Fleisch 3 (eine Kurzgeschichte)[8]
- Fleisch 4 (eine Kurzgeschichte)[9]
- Liberate me (eine Kurzgeschichte)[10]

## Trivia
Lancester ist (bis Band 4) der einzige der fast 40 Autoren, die in der Fleisch-Reihe mitgeschrieben haben, der in jedem Band vorkommt.
Die Titelbilder der Anderwelten-Romane stammen vom russischen Illustrator Vladimir Bondar. Bis auf das erste, das von Uğurcan Yüce gemalt wurde.